# 藤原兼輔

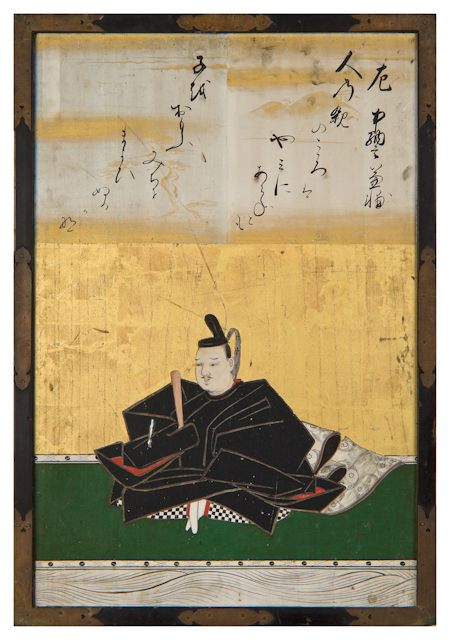
藤原兼輔（狩野尚信『三十六歌仙額』）

藤原 兼輔（ふじわら の かねすけ、元慶元年（877年） - 承平3年2月18日（933年3月16日））は、平安時代中期の公家・歌人。藤原北家、右中将・藤原利基の六男。賀茂川堤に邸宅があったことから堤中納言と号した。小倉百人一首では中納言兼輔。三十六歌仙の一人。

## 経歴
醍醐天皇の外戚であったことからその春宮時代より仕える。この頃のちに義父となる醍醐天皇の伯父で右大臣に昇る藤原定方も同じく春宮殿上しており、この頃より交流があったか。寛平9年（897年）に醍醐天皇が即位すると昇殿を許される。醍醐天皇に非蔵人として仕える傍ら、右衛門少尉を兼ね、延喜2年（902年）従五位下に叙爵する。
延喜3年（903年）内蔵助に抜擢されるが、この頃より定方の娘の許へ通い始める。のち、内蔵権頭・内蔵頭と20年近くの長きに亘って内蔵寮官人を務める傍ら、右衛門尉・左兵衛佐・左近衛少将といった武官や五位蔵人を兼任して引き続き天皇の側近として仕える。またこの間、延喜10年（910年）従五位上、延喜15年（915年）正五位下、延喜16年（916年）従四位下と順調に昇進する。その後も、延喜17年（917年）蔵人頭、延喜19年（919年）左近衛権中将を経て、延喜21年（921年）に参議として公卿に列すなど、藤原北家嫡流ではなかったが、外戚であった醍醐天皇や、義父の定方の庇護を得て高官に昇った。延長5年（927年）従三位・権中納言に至る。
承平3年（933年）2月18日薨去。享年57。最終官位は権中納言従三位行右衛門督。

## 人物
和歌・管弦に優れる。従兄弟で妻の父である三条右大臣・藤原定方とともに当時の歌壇の中心的な人物であり、紀貫之や凡河内躬恒など多くの歌人が邸宅に集まった。『古今和歌集』（4首）以下の勅撰和歌集に56首が入集。家集に『兼輔集』がある。

## 官歴
『公卿補任』による。
- 寛平9年（897年） 7月7日：昇殿（元東宮殿上、醍醐天皇践祚）
- 寛平10年（898年） 正月29日：讃岐権掾（殿上労）。4月8日：如故昇殿
- 昌泰4年[注釈 1]（901年） 2月19日：右衛門少尉
- 延喜2年（902年） 正月7日：従五位下（殿上非蔵人労）。2月21日：昇殿
- 延喜3年（903年） 2月26日：内蔵助
- 延喜7年（907年） 2月29日：右兵衛佐[注釈 2]、内蔵助如元
- 延喜9年（909年） 正月27日：五位蔵人
- 延喜10年（910年） 正月7日：従五位上
- 延喜13年（913年） 正月21日：兼左近衛少将
- 延喜14年（914年） 正月12日：兼近江介
- 延喜15年（915年） 正月7日：正五位下
- 延喜16年（916年） 3月20日[注釈 3]：内蔵権頭
- 延喜17年（917年） 正月29日：内蔵頭。8月28日：蔵人頭。11月14日：従四位下
- 延喜19年（919年） 正月28日：兼備前守、兼左近衛権中将
- 延喜21年（921年） 正月30日：任参議。2月7日：左近衛権中将如元
- 延喜22年（922年） 正月7日：従四位上
- 延長2年（924年） 2月1日：兼近江守
- 延長5年（927年） 正月12日：従三位、権中納言
- 延長8年（930年） 12月17日：中納言兼右衛門督
- 承平3年（933年） 2月18日：薨去（中納言従三位右衛門督）

## 系譜
『尊卑分脈』による。
- 父：藤原利基
- 母：伴氏
- 妻：藤原定方の娘
- 妻：(?)
  - 女子：藤原桑子 - 醍醐天皇更衣
- 生母不詳の子女
  - 長男：藤原雅正（?-961）
  - 次男：藤原清正（?-958）
  - 男子：藤原守正
  - 男子：藤原庶正
  - 男子：藤原公正

雅正の孫に紫式部がいる。